# حرب السنوات السبع
حرب السنوات السبع ويطلق عليها أحيانا الحرب البومرانية هي حرب جرت بين عام 1756 م وعام 1763 م. وقد شاركت فيها بريطانيا وبروسيا ودولة هانوفر ضد كل من فرنسا والنمسا وروسيا والسويد وسكسونيا. ودخلت إسبانيا والبرتغال في الحرب بعد مدة من بدايتها عندما هوجم إحدى جيوش المقاطعات المتحدة الهولندية في الهند.
انتهت الحرب بعقد معاهدة باريس 1763 حيث ثبتت الحرب مركز بروسيا الجديد كدولة عظمى وجعلت بريطانيا الدولة الاستعمارية الكبرى في العالم على حساب فرنسا.
شاركت كل دول أوروبا تقريبا في حرب السنوات السبع (1756-1763 م)، وامتدت حتى أمريكا والهند ففي أوروبا، نشبت الحرب بين بروسيا والنمسا؛ من أجل السيطرة على ألمانيا. ومدت بريطانيا يد المساعدة لبروسيا، أما فرنسا فقد ساعدت النمسا. وحاربت بريطانيا فرنسا من أجل السيطرة على البحار والأراضي الواقعة في أمريكا الشمالية.
وبمقتضى شروط السلام التي تم التوقيع عليها في «هوبرتسبورج» في بواكير عام 1763، ظلت معظم أجزاء سيليزيا تحت الحكم البروسي، كما ظلت بعض الحدود الأخرى على نحو ما كانت عليه قبل نشوب الحرب. ولم تحدث تغييرات إقليمية في أوروبا.
وقد حسمت معاهدة باريس النزاع بين فرنسا وإسبانيا وبريطانيا في 10 فبراير عام 1763. ونتيجة لحرب السنوات السبع، فقدت فرنسا معظم مستعمراتها في أمريكا الشمالية واستولت عليها بريطانيا، كما تنازلت فرنسا عن إمبراطوريتها في الهند.

## الملخص
بدأ ما يعرف باسم حرب السنوات السبع (1756-1763) كنزاع بين بريطانيا العظمى وفرنسا عام 1754، عندما سعى البريطانيون للتوسع في الأراضي التي يطالب بها الفرنسيون في أمريكا الشمالية. أصبحت الحرب تُعرف باسم الحرب الفرنسية والهندية، حيث كان كل من البريطانيين والفرنسيين وحلفائهم من الأمريكيين الأصليين يقاتلون من أجل السيطرة على الأراضي. تصاعدت الأعمال العدائية عندما نصبت قوة مشتركة بريطانية ومحلية (بقيادة جورج واشنطن البالغ من العمر 22 عامًا والزعيم تاناشاريسون) كمينًا لقوة فرنسية صغيرة في معركة جومونفيل غلين في 28 مايو 1754. امتدت الحدود الاستعمارية إلى استيلاء بريطانيا على مئات السفن التجارية الفرنسية في البحر.
كافحت بروسيا، القوة الصاعدة، مع النمسا للهيمنة داخل وخارج الإمبراطورية الرومانية المقدسة في وسط أوروبا. في عام 1756، تحالفت القوى الأربع الكبرى بريطانيا العظمى وبروسيا ضد فرنسا والنمسا. إدراكًا منها أن الحرب كانت وشيكة، ضربت بروسيا بشكل استباقي ساكسونيا واجتاحتها بسرعة. أثارت النتيجة ضجة في جميع أنحاء أوروبا. بسبب تحالف النمسا مع فرنسا لاستعادة سيليزيا، التي فقدت في حرب الخلافة النمساوية، شكلت بروسيا تحالفًا مع بريطانيا. باتباع النظام الإمبراطوري للإمبراطورية الرومانية المقدسة، التي أعلنت الحرب على بروسيا في 17 يناير 1757، انضمت معظم دول الإمبراطورية إلى قضية النمسا. انضم إلى التحالف الأنجلو بروسي عدد قليل من الولايات الألمانية الأصغر داخل الإمبراطورية (وعلى الأخص هانوفر وبرونزويك وهيس كاسل). انضمت السويد إلى التحالف، وسعت إلى استعادة بوميرانيا (التي فقدت معظمها لصالح بروسيا في الحروب السابقة)، ورأت فرصتها عندما عارضت جميع القوى القارية الكبرى في أوروبا بروسيا. تدخلت إسبانيا نيابة عن فرنسا وشنوا معًا غزوًا فاشلًا للبرتغال عام 1762. كانت الإمبراطورية الروسية متحالفة في الأصل مع النمسا، خوفًا من طموح بروسيا في الكومنولث البولندي الليتواني، لكنها غيرت مواقفها تجاه خلافة القيصر بطرس الثالث عام 1762.
حاولت العديد من القوى المتوسطة والصغيرة في أوروبا كما في الحروب السابقة، الابتعاد عن الصراع المتصاعد، على الرغم من أن لديهم مصالح في الصراع مع المتحاربين. فمثلًا، الدنمارك والنرويج، كانتا على وشك الدخول في الحرب إلى جانب فرنسا عندما أصبح بيتر الثالث إمبراطورًا روسيًا وغير موقفه. كانت الجيوش النرويجية والروسية على وشك الانتهاء من المعركة، لكن عُزل الإمبراطور الروسي قبل اندلاع الحرب رسميًا. حافظت الجمهورية الهولندية، حليف بريطانيا منذ فترة طويلة، على حيادها، خوفًا من المشاكل مع بريطانيا وبروسيا في محاربة القوى العظمى في أوروبا، بل وحاولت منع الهيمنة البريطانية في الهند. رفضت نابولي-صقلية وسافوي، على الرغم من انحيازهما إلى التحالف الفرنسي-الإسباني، الانضمام إلى التحالف خوفًا من القوة البحرية البريطانية. تسببت الضرائب اللازمة للحرب في معاناة الشعب الروسي، حيث أُضيفت إلى الضرائب على الملح والكحول التي بدأتها الإمبراطورة إليزابيث عام 1759 لإكمال إضافتها إلى قصر الشتاء. مثل السويد، أبرمت روسيا سلامًا منفصلًا مع بروسيا.
انتهت الحرب بمعاهدتين منفصلتين. أنهت معاهدة باريس بين فرنسا وإسبانيا وبريطانيا العظمى الحرب في أمريكا الشمالية وأقاليم ما وراء البحار التي خضعت للاحتلال في الصراع. أنهت معاهدة هوبرتوسبرغ عام 1763 الحرب بين ساكسونيا والنمسا وبروسيا.
كانت الحرب ناجحة بالنسبة لبريطانيا العظمى، التي استحوذت على الجزء الأكبر من فرنسا الجديدة في أمريكا الشمالية، وفلوريدا الإسبانية، وبعض جزر الكاريبي الفردية في جزر الهند الغربية، ومستعمرة السنغال على ساحل غرب إفريقيا، وتفوقها على البؤر التجارية الفرنسية في جزر الهند الغربية في شبه القارة الهندية. استُبعدت القبائل الأمريكية الأصلية من المستوطنات؛ عبر نزاع لاحق، المعروف باسم حرب بونتياك، والتي كانت حربًا صغيرة النطاق بين القبيلة الأصلية المعروفة باسم أوداواس والبريطانيين. في أوروبا، بدأت الحرب كارثية بالنسبة لبروسيا، ولكن مع مزيج من الحظ السعيد والاستراتيجية الناجحة، تمكن الملك فريدريك العظيم من استعادة الموقف البروسي والاحتفاظ بالوضع الراهن قبل الحرب. عززت بروسيا مكانتها كقوة أوروبية عظمى جديدة. على الرغم من أن النمسا فشلت في استعادة أراضي سيليزيا من بروسيا (هدفها الأصلي)، إلا أن القوى الأخرى لاحظت قوتها العسكرية. لم يؤد تدخل البرتغال والسويد إلى إعادتهم إلى وضعهم السابق كقوى عظمى. حُرمت فرنسا من العديد من مستعمراتها وأثقلت على نفسها بديون حرب ثقيلة بالكاد يستطيع نظامها المالي غير الفعال التعامل معها.  فقدت إسبانيا فلوريدا لكنها اكتسبت لويزيانا الفرنسية واستعادت السيطرة على مستعمراتها، على سبيل المثال، كوبا والفلبين، التي استولى عليها البريطانيون خلال الحرب.
ربما كانت حرب السنوات السبع هي الحرب الأولى، التي حدثت قبل 160 عامًا تقريبًا من الحرب العالمية الأولى، والمعروفة باسم الحرب العظمى قبل اندلاع الحرب العالمية الثانية، وقد أثرت عالميًا على العديد من الأحداث الكبرى اللاحقة. وصف ونستون تشرشل الصراع بأن هذه الحرب لم تعيد هيكلة النظام السياسي الأوروبي فحسب، بل أثرت أيضًا على الأحداث في جميع أنحاء العالم، ما مهد الطريق لبداية تفوق بريطانيا على العالم لاحقًا في القرن التاسع عشر، وصعود بروسيا في ألمانيا (في النهاية حلت محل النمسا كدولة ألمانية رائدة)، بداية التوترات في أمريكا الشمالية البريطانية، فضلًا عن دلالة واضحة على الاضطرابات الثورية في فرنسا.

## أصل التسمية
في التأريخ لبعض البلدان، سميت الحرب على اسم المقاتلين الذين شاركوا فيها. عُرفت في المستعمرات البريطانية الجنوبية الناطقة بالإنجليزية في أمريكا الشمالية بالحرب الفرنسية والهندية (1754-1763). في كندا الناطقة بالإنجليزية - أي في المستعمرات البريطانية السابقة في أمريكا الشمالية - يطلق عليها حرب السنوات السبع (1756-1763). في كندا الناطقة بالفرنسية، تُعرف باسم "La guerre de la Conquête" (أي حرب الغزو). يستخدم التأريخ السويدي الاسم "Pommerska kriget" (أي حرب بوميرانيان)، حيث اقتصر الصراع بين السويد وبروسيا بين 1757 و 1762 على بوميرانيا في شمال وسط ألمانيا.
وصفها وينستون تشيرشل  بأول «حرب عالمية»، على الرغم من أن هذه التسمية قد أُعطيت أيضًا للعديد من النزاعات السابقة مثل حرب الثمانين عامًا، وحرب الثلاثين عامًا، وحرب الخلافة الإسبانية وحرب الخلافة النمساوية، والصراعات اللاحقة مثل الحروب النابليونية. تم استخدام مصطلح «حرب المائة عام» من أجل وصف المستوى المستمر تقريبًا من الصراع العالمي بين فرنسا وبريطانيا العظمى خلال القرن الثامن عشر بأكمله.

## الأسباب
كان هناك سببان رئيسيان لهذه الحرب وهما:
1. المنافسة الاستعمارية بين بريطانيا وفرنسا في أمريكا.
2. النضال في سبيل السيطرة والنفوذ في ألمانيا التي لم تكن دولة موحدة آنذاك.

## في أوروبا
كان لدى وليام بيت الأكبر، الذي دخل مجلس الوزراء عام 1756، رؤية كبيرة للحرب جعلتها مختلفة تمامًا عن الحروب السابقة مع فرنسا. كرئيس للوزراء، ألزم بيت بريطانيا باستراتيجية كبرى للاستيلاء على الإمبراطورية الفرنسية بأكملها، وخاصة مستعمراتها في أمريكا الشمالية والهند. كان السلاح الرئيسي لبريطانيا هو البحرية الملكية، التي كانت قادرة على السيطرة على البحار وجلب أكبر عدد ممكن من قوات الغزو. كما خطط لاستخدام القوات الاستعمارية من المستعمرات الأمريكية الثلاثة عشر، التي تعمل تحت قيادة النظاميين البريطانيين، لغزو فرنسا الجديدة. من أجل تقييد الجيش الفرنسي، قام بدعم حلفائه الأوروبيين. كان بيت رئيسًا للحكومة من 1756 إلى 1761، وحتى بعد ذلك واصل البريطانيون استراتيجيته. كان لدى بيت تقدير واضح للقيمة الهائلة للممتلكات الإمبراطورية، وأدرك ضعف الإمبراطورية الفرنسية.

### 1756
كان رئيس الوزراء البريطاني، دوق نيوكاسل، متفائلاً بأن سلسلة التحالفات الجديدة ستمنع اندلاع الحرب في أوروبا. ومع ذلك، تم تجميع قوة فرنسية كبيرة في طولون، وفتح الفرنسيون الحملة ضد البريطانيين بهجوم على مينوركا في البحر الأبيض المتوسط. تم إحباط محاولة بريطانية للإغاثة في معركة مينوركا، وتم الاستيلاء على الجزيرة في 28 يونيو (حيث تمت محاكمة الأدميرال بينغ وإعدامه). أعلنت بريطانيا الحرب رسميًا على فرنسا في 17 مايو، بعد قرابة عامين من اندلاع القتال في ولاية أوهايو.
تلقى فريدريك الثاني من بروسيا تقارير عن الاشتباكات في أمريكا الشمالية وشكل تحالفًا مع بريطانيا العظمى. في 29 أغسطس 1756، قاد القوات البروسية عبر حدود ساكسونيا، إحدى الولايات الألمانية الصغيرة المتحالفة مع النمسا. لقد قصد أن يكون هذا بمثابة وقائية جريئة لغزو نمساوي فرنسي متوقع لسيليسيا. كان لديه ثلاثة أهداف في حربه الجديدة على النمسا. أولاً، سوف يستولي على ساكسونيا ويقضي عليها باعتبارها تهديدًا لبروسيا، ثم يستخدم الجيش السكسوني لمساعدة المجهود الحربي البروسي. كان هدفه الثاني هو التقدم إلى بوهيميا، حيث قد يقيم أماكن شتوية على حساب النمسا. ثالثًا، أراد غزو مورافيا من سيليزيا، والاستيلاء على القلعة في أولموتس، والتقدم إلى فيينا لإنهاء الحرب.

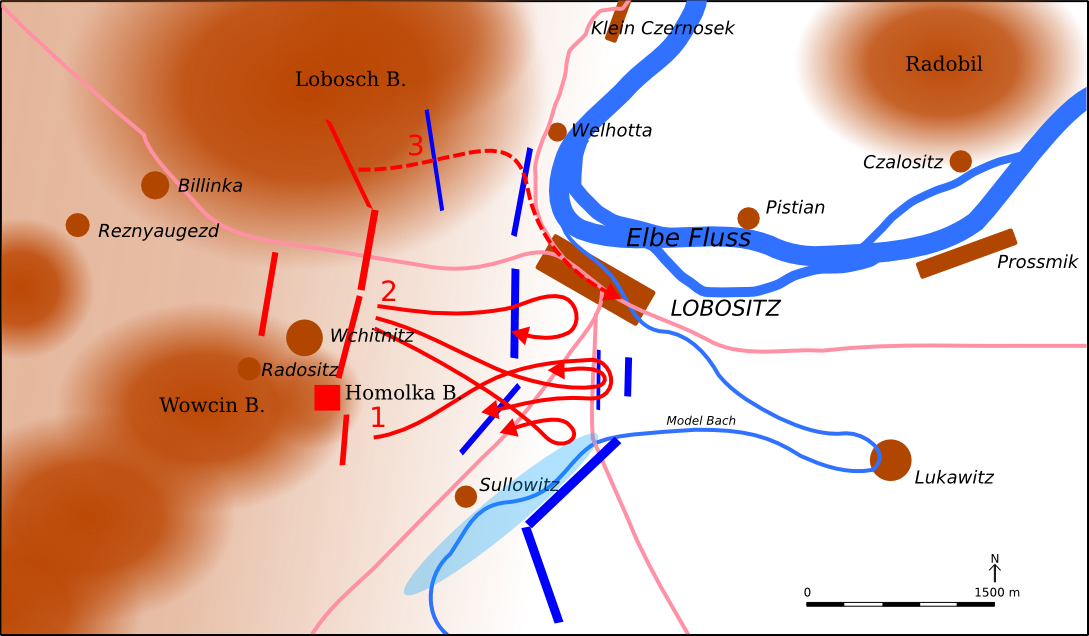
معركة لوبوسيتس. النمسا: أزرق؛ بروسيا: أحمر.

وفقًا لذلك، ترك المشير الكونت كورت فون شفيرين في سيليزيا مع 25000 جندي للحماية من التوغلات من مورافيا والمجر، وترك المشير هانز فون ليهوالدت في شرق بروسيا للحماية من الغزو الروسي من الشرق، انطلق فريدريك مع جيشه إلى ساكسونيا. سار الجيش البروسي في ثلاثة طوابير. على اليمين كان هناك طابور من حوالي 15000 رجل تحت قيادة الأمير فرديناند من برونزويك.  على اليسار كان هناك عمود من 18000 رجل تحت قيادة دوق برونزويك بيفيرن. في الوسط كان فريدريك الثاني مع المشير جيمس كيث يقود فيلق من 30 ألف جندي.
كانت الجيوش السكسونية والنمساوية غير مستعدة، وتشتتت قواتهم. احتل فريدريك دريسدن بمقاومة قليلة أو معدومة من السكسونيين. في معركة لوبوسيتس في الأول من أكتوبر 1756، وقع فريدريك في أحد الأمور المحرجة في حياته المهنية، حيث أنه استخف بشدة بالجيش النمساوي الذي تم إصلاحه تحت قيادة الجنرال ماكسيميليان أوليسيس براون، ووجده يتفوق عليه، وفي مرحلة ما من الارتباك أمر قواته بإطلاق النار على سلاح الفرسان البروسي المنسحب. فر فريدريك من ميدان المعركة، تاركًا قيادة فيلد مارشال كيث. ومع ذلك، غادر الجنرال براون الميدان أيضًا، في محاولة عبثية للقاء جيش سكسوني منعزل يتحصن في القلعة في بيرنا. نظرًا لأن البروسيين ظلوا من الناحية الفنية مسيطرين على ميدان المعركة، فقد ادعى فريدريك، في غطاء بارع، أن لوبوسيتز انتصار بروسي. ثم احتل البروسيون ساكسونيا. بعد حصار بيرنا، استسلم الجيش السكسوني في أكتوبر 1756، وتم دمجه بالقوة في الجيش البروسي. تسبب الهجوم على ساكسونيا المحايدة في غضب في جميع أنحاء أوروبا وأدى إلى تعزيز التحالف المناهض لبروسيا. نجح النمساويون في احتلال سيليزيا جزئيًا، والأهم من ذلك، تم حرمان فريدريك من سكن الشتاء في بوهيميا. لقد أثبت فريدريك ثقته المفرطة لدرجة الغطرسة وكانت أخطائه مكلفة للغاية بالنسبة لجيش بروسيا الأصغر. قاده ذلك إلى ملاحظة أنه لم يقاتل نفس النمساويين كما كان خلال الحرب السابقة.
فوجئت بريطانيا بالهجوم البروسي المفاجئ لكنها بدأت الآن في شحن الإمدادات و 670 ألف جنيه إسترليني (ما يعادل 97.9 مليون جنيه إسترليني في عام 2019) إلى حليفها الجديد. تم تنظيم قوة مشتركة من الولايات الألمانية المتحالفة مع البريطانيين لحماية هانوفر من الغزو الفرنسي، تحت قيادة دوق كمبرلاند. حاول البريطانيون إقناع الجمهورية الهولندية بالانضمام إلى التحالف، لكن الطلب رُفض، حيث أراد الهولنديون البقاء محايدين تمامًا. على الرغم من التفاوت الهائل في الأرقام، كان العام ناجحًا للقوات التي يقودها البروسيون في القارة، على عكس الحملات البريطانية في أمريكا الشمالية.

## في أمريكا الشمالية

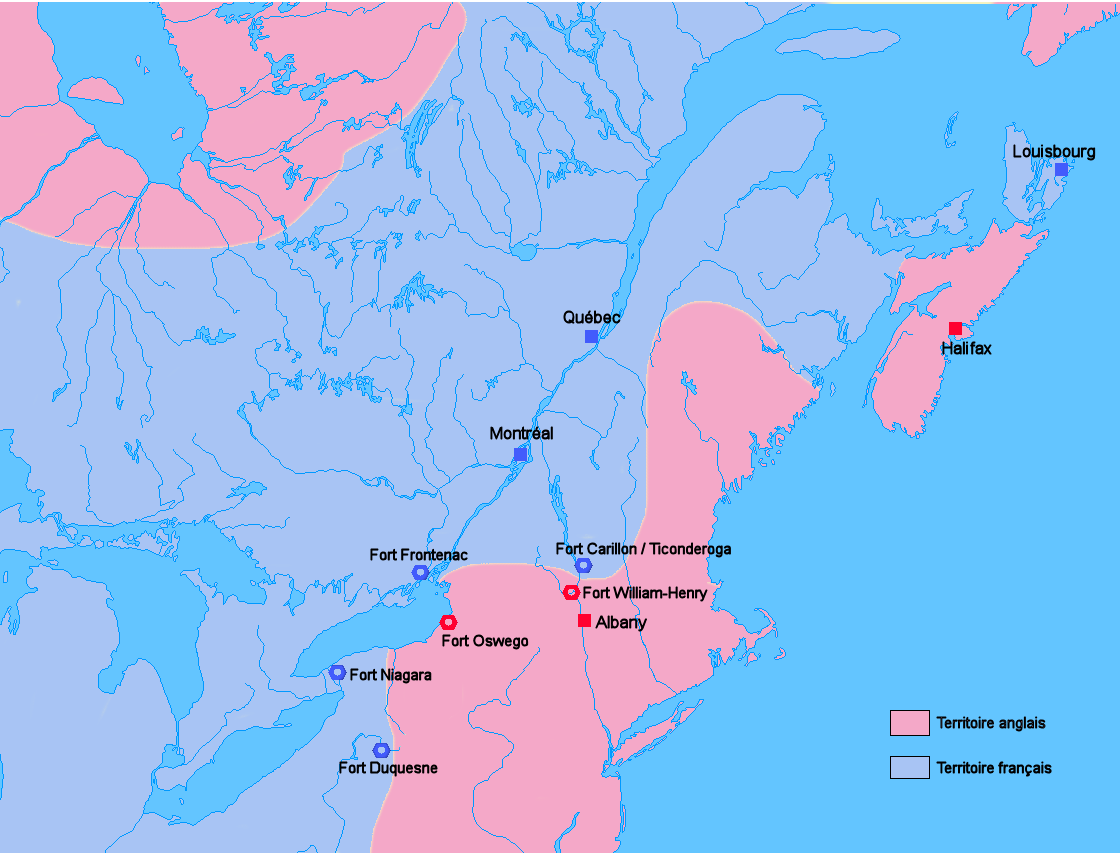
المواقف الفرنسية والبريطانية خلال السنوات الأربع الأولى من الحرب.
الأراضي البريطانية والحصون والمستوطنات
الأراضي الفرنسية والحصون والمستوطنات

خلال الحرب، تحالفت الدول الست التابعة لاتحاد الإيروكوا مع البريطانيين. الأمريكيون الأصليون في وادي لورنتيان - ألغونكوين، وأبيناكي، وهورون، وغيرهم، كانوا متحالفين مع الفرنسيين. على الرغم من أن قبائل ألجونكوين التي تعيش شمال البحيرات الكبرى وعلى طول نهر سانت لورانس لم تكن معنية بشكل مباشر بمصير قبائل وادي نهر أوهايو، فقد كانوا ضحايا لاتحاد الإيروكوا الذي شمل سينيكا، موهوك، أونيدا، أونونداغا، وقبائل كايوجا وتوسكارورا في وسط نيويورك. لقد توغل الإيروكوا في أراضي ألجونكوين ودفعوا الغونكوين غربًا وراء بحيرة ميشيغان وإلى شاطئ سانت لورانس. كانت قبائل ألجونكوين مهتمة بالقتال ضد الإيروكوا. في جميع أنحاء نيو إنجلاند ونيويورك والقبائل الأمريكية الأصلية الشمالية الغربية شكلت تحالفات مختلفة مع المتحاربين الرئيسيين.
في 1756 و 1757 استولى الفرنسيون على حصن أوسويغو. وشوب الانتصار الأخير عندما خرق حلفاء فرنسا الأصليون شروط الاستسلام وهاجموا الطابور البريطاني المنسحب الذي كان تحت الحراسة الفرنسية، وذبح الجنود وأسروا العديد من الرجال والنساء والأطفال بينما رفض الفرنسيون حماية أسراهم. كما نجحت عمليات الانتشار البحرية الفرنسية في عام 1757 في الدفاع عن قلعة لويسبورغ الرئيسية في جزيرة كيب بريتون والتي أطلق عليها الفرنسيون اسم إيل دو روا، مما أدى إلى تأمين المناهج البحرية في كيبيك.
أتى تركيز رئيس الوزراء البريطاني وليام بيت على المستعمرات في حملة 1758 ثماره مع الاستيلاء على لويسبورغ بعد أن أعاقت التعزيزات الفرنسية انتصار البحرية البريطانية في معركة كارتاخينا وفي الاستيلاء الناجح على فورت دوكيسن وفورت فرونتيناك. واصل البريطانيون أيضًا عملية ترحيل السكان الأكاديين بموجة من العمليات الكبرى ضد إيل سان جان (جزيرة الأمير إدوارد الحالية) ووادي نهر سانت جون ووادي نهر بيتيكودياك.  تضاءل الاحتفال بهذه النجاحات بسبب هزيمتهم المحرجة في معركة كاريلون (تيكونديروجا)، حيث صد 4000 جندي فرنسي 16000 بريطاني. عندما هاجم البريطانيون بقيادة الجنرالات جيمس أبيركرومبي وجورج هاو، اعتقدوا أن الفرنسيين بقيادة الجنرال ماركيز دي مونتكالم لم يدافعوا إلا عن طريق أباتيس صغير يمكن أخذه بسهولة بالنظر إلى الميزة العددية الكبيرة للقوات البريطانية. الهجوم البريطاني الذي كان من المفترض أن يتقدم في أعمدة ضيقة ويطغى على المدافعين الفرنسيين وقع في ارتباك وتشتت، تاركًا مساحات كبيرة في صفوفهم. عندما أرسل شوفالييه دي ليفيس الفرنسي 1000 جندي لتعزيز قوات مونتكالم المتعثرة، تم حصر البريطانيين في الغابة بنيران البنادق الفرنسية المكثفة وأجبروا على التراجع.
نجحت جميع حملات بريطانيا ضد فرنسا الجديدة عام 1759، وهو جزء مما أصبح يُعرف باسم أنوس ميرابيليس. سقط حصن نياجرا وحصن كاريلون في 8 يوليو 1758 يد قوات بريطانية كبيرة، مما أدى إلى تدمير القلاع الحدودية الفرنسية. ابتداءً من يونيو 1759، أقام البريطانيون بقيادة جيمس وولف وجيمس موراي معسكرًا على نهر إيل دورليانز عبر نهر سانت لورانس من كيبيك، مما مكنهم من بدء الحصار الذي استمر لمدة 3 أشهر. توقع الفرنسيون تحت قيادة ماركيز دي مونتكالم هجومًا بريطانيًا على شرق كيبيك، لذلك أمر جنوده بتحصين منطقة بيوبورت. في 31 يوليو، هَجم البريطانيون 4000 جندي لكن الفرنسيين المتمركزين عالياً على المنحدرات المطلة على شلالات مونتمورنسي أجبروا القوات البريطانية على الانسحاب إلى إيل دورلينز. بينما خطط وولف وموراي لهجوم ثان، أغار حراس بريطانيون على المستوطنات الفرنسية على طول نهر سانت لورانس، ودمروا الإمدادات الغذائية والذخيرة وغيرها من السلع في محاولة لهزيمة الفرنسيين من خلال التجويع.

## الإستراتيجيات

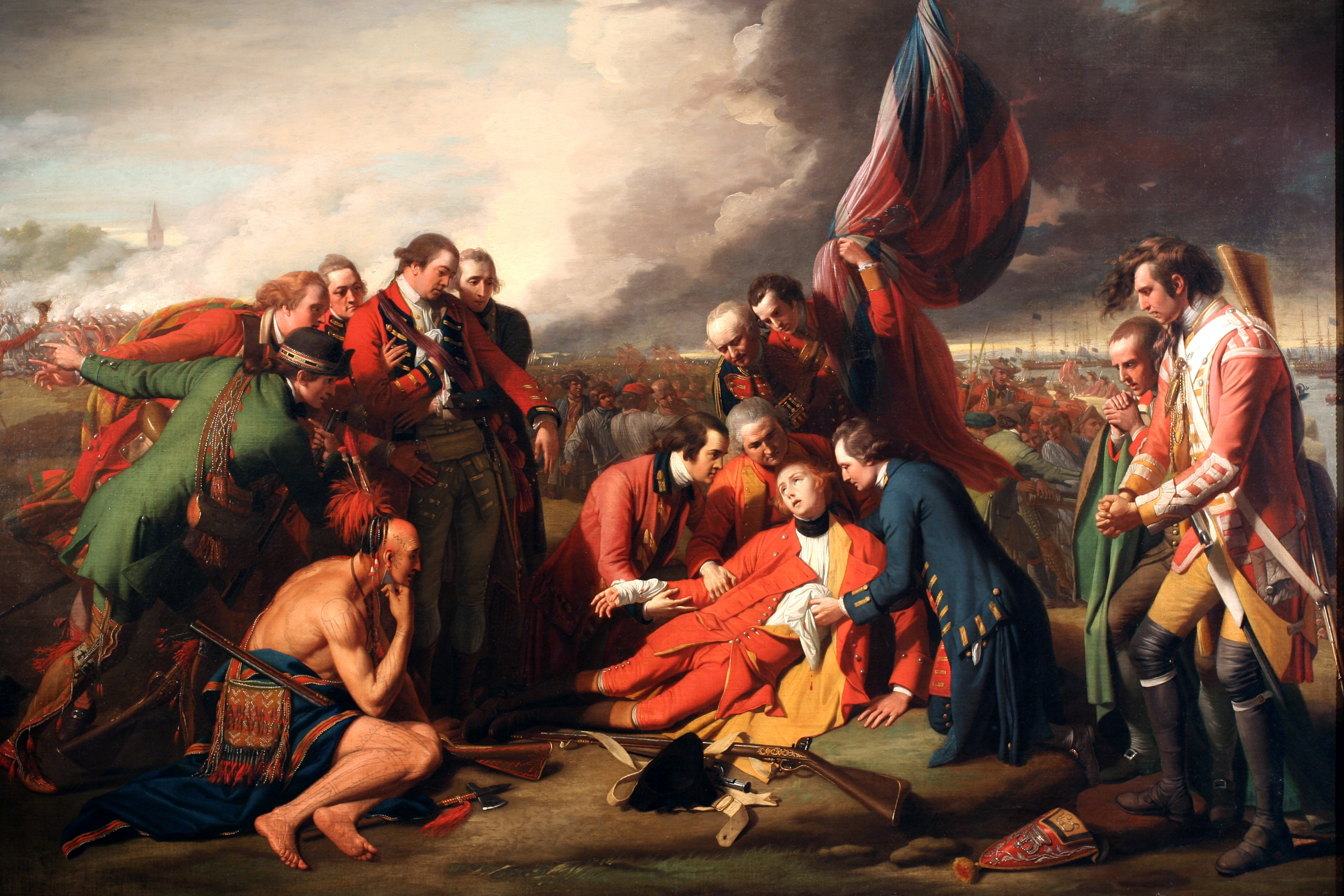
وفاة الجنرال وولف (1771)، في سهول أبراهم بالقرب من كيبيك.

خلال معظم القرن الثامن عشر، كانت فرنسا دائما تتبع نفس الإستراتيجية في حروبها، حيث أنها تترك المستعمرات تدافع عن نفسها أو ترسل أعداد محدودة من القوات أو الجنود عديمي الخبرة، وتوقع أن المعارك من أجل المستعمرات ستضيع على أي حال. تم فرض هذه الإستراتيجية إلى حد ما على فرنسا بسبب الجغرافيا، إلى جانب تفوق البحرية البريطانية، جعلت من الصعب على البحرية الفرنسية توفير الإمدادات والدعم الكبير للمستعمرات الخارجية. وبالمثل، جعلت العديد من الحدود البرية الطويلة وجود جيش محلي فعال أمرًا حتميًا لأي حاكم فرنسي. بالنظر إلى هذه الضرورات العسكرية، قامت الحكومة الفرنسية بشكل غير مفاجئ، بالتخطيط لاستراتيجية جديدة، حيث أنها ستبقي معظم جيشها في أوروبا، على أمل تحقيق انتصارات أقرب إلى الوطن. كانت الخطة هي القتال حتى نهاية الأعمال العدائية ثم في مفاوضات تبادل الاستحواذات الإقليمية في أوروبا تتم استعادة الممتلكات الخارجية المفقودة (كما حدث في معاهدة سان جيرمان أونلي (1632)). لم يخدم هذا النهج فرنسا جيدًا في الحرب، حيث خسرت المستعمرات بالفعل، وعلى الرغم من أن الكثير من الحرب الأوروبية سارت بشكل جيد، إلا أن فرنسا لم تحقق نجاحات أوروبية مماثلة.

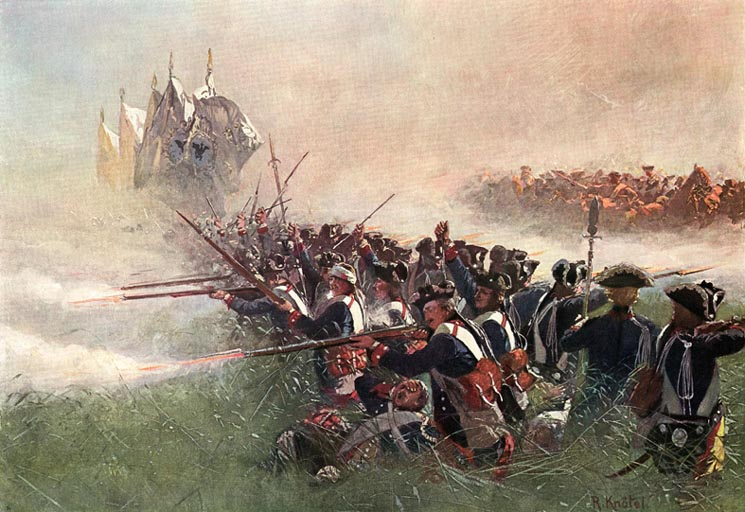
كتيبة ليبغارد البروسية في كولين 1757.

كان البريطانيون - بسبب ميولهم وكذلك لأسباب عملية - يتجنبون الالتزامات واسعة النطاق للقوات في القارة. لقد سعوا إلى تعويض مساوئ ذلك في أوروبا من خلال التحالف مع قوة قارية واحدة أو أكثر كانت مصالحهم متناقضة مع مصالح أعدائهم، وخاصة فرنسا.:15–16 من خلال دعم جيوش الحلفاء القاريين، يمكن لبريطانيا تحويل القوة المالية الهائلة لبريطانيا إلى ميزة عسكرية. في حرب السنوات السبع، اختار البريطانيون كشريكهم الرئيسي الجنرالات الأكثر ذكاءً في ذلك الوقت، «فريدريك العظيم» من بروسيا، ثم القوة الصاعدة في وسط أوروبا، ودفع لفريدريك إعانات كبيرة لحملاته.:106 تم تحقيق ذلك في الثورة الدبلوماسية عام 1756، حيث أنهت بريطانيا تحالفها الطويل الأمد مع النمسا لصالح بروسيا، تاركة النمسا إلى جانب فرنسا. في تناقض ملحوظ مع فرنسا، سعت بريطانيا إلى متابعة الحرب بنشاط في المستعمرات، مستفيدة استفادة كاملة من قوتها البحرية.:64–66 اتبع البريطانيون إستراتيجية مزدوجة - الحصار البحري وقصف موانئ العدو، والتحرك السريع للقوات عن طريق البحر.
كان الروس والنمساويون مصممين على تقليص قوة بروسيا، حيث أعتبروها تهديداً جديداً، وكانت النمسا حريصة على استعادة سيليسيا، التي خسرتها في حرب الخلافة النمساوية. إلى جانب فرنسا، اتفقت روسيا والنمسا عام 1756 على الدفاع المتبادل والهجوم على بروسيا، بدعم من فرنسا.

## الأساليب والتقنيات

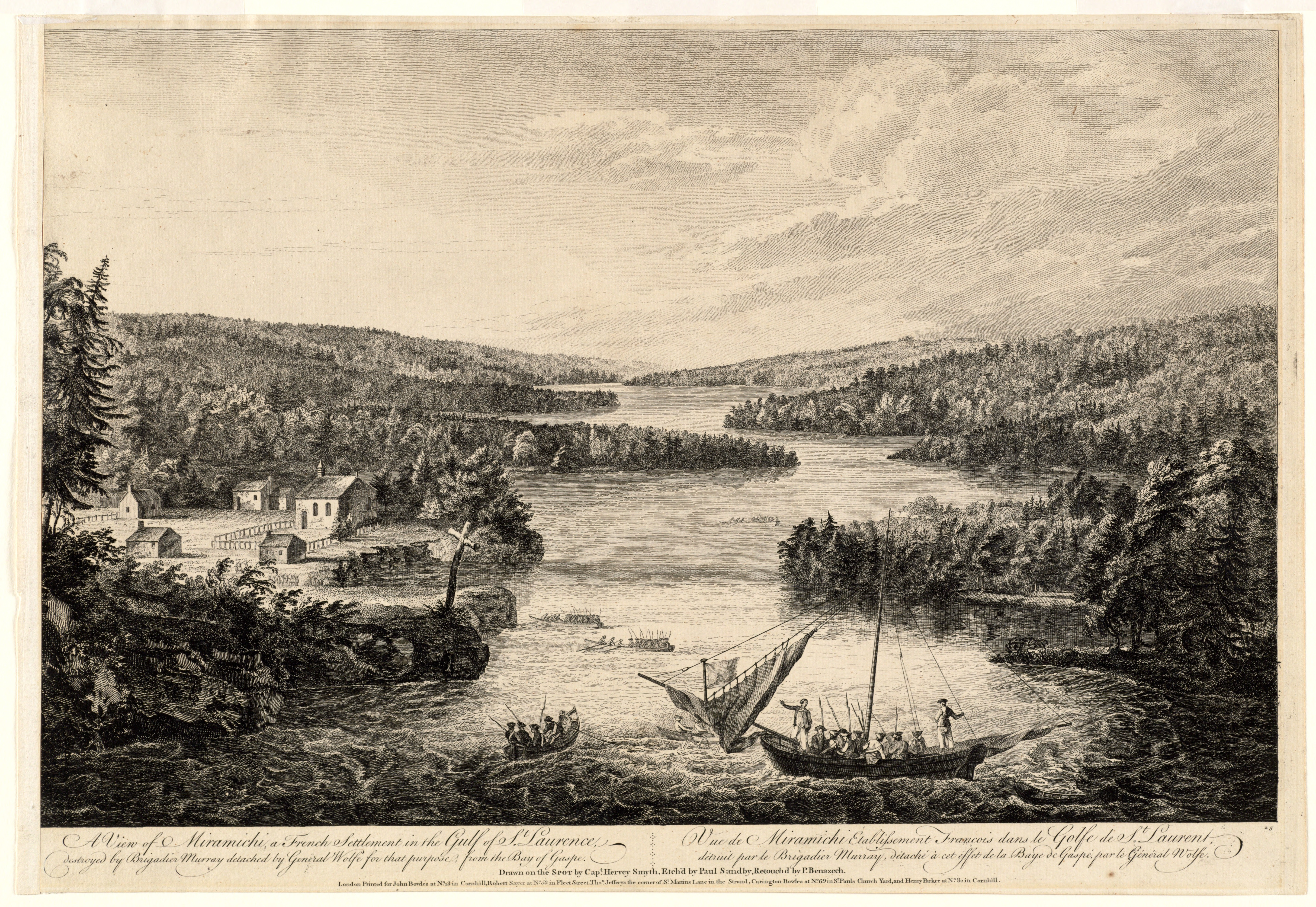
غارة بريطانية على مستوطنة ميراميتشي الفرنسية في عام 1758.

تميزت الحرب الأوروبية في الفترة الحديثة المبكرة بتبني الأسلحة النارية على نطاق واسع إلى جانب الأسلحة التقليدية. بُنيت الجيوش الأوروبية في القرن الثامن عشر حول وحدات من المشاة المحتشدة مسلحة ببنادق من طراز فلينتلوك. جُهّز الفرسان بسيوف ومسدسات أو بنادق قصيرة؛ استُخدم سلاح الفرسان الخفيف بشكل أساسي للاستطلاع والفحص والاتصالات التكتيكية، بينما استُخدم السلاح الثقيل كاحتياطي تكتيكي وشن هجمات صدمة. قدمت المدفعية الدعم الناري ولعبت الدور الرائد في حرب الحصار. تركزت الحرب الإستراتيجية في هذه الفترة حول السيطرة على التحصينات الرئيسية الموضوعة للسيطرة على المناطق والطرق المحيطة، مع الحصار المطول وهو سمة مشتركة للنزاع المسلح. كانت المعارك الميدانية الحاسمة نادرة نسبيًا.
دارت حرب السنوات السبع، كغيرها من الحروب الأوروبية في القرن الثامن عشر، على أنها حرب مجلس الوزراء حيث جُهزت الجيوش النظامية وزُوّدت من قبل الدولة لشن حرب لصالح مصالح السيادة. كانت الأراضي المعادية المحتلة تخضع للضرائب والابتزاز بانتظام للحصول على الأموال، ولكن الفظائع على نطاق واسع ضد السكان المدنيين كانت نادرة مقارنة بالصراعات في القرن الماضي. كانت اللوجيستيات العسكرية هي العامل الحاسم في العديد من الحروب، إذ نمت الجيوش بشكل كبير وخُزنت الإمدادات العسكرية في المراكز ووُزعت بواسطة قطارات الأمتعة التي كانت معرضة بشدة لغارات العدو. كانت الجيوش بشكل عام غير قادرة على استمرار العمليات القتالية خلال فصل الشتاء والأماكن الشتوية المعتادة في موسم البرد، واستأنفت حملاتها مع عودة الربيع.

## النتائج
انتهت الأعمال العدائية الأنجلو-فرنسية في عام 1763 بموجب معاهدة باريس، والتي تضمنت سلسلةً معقدة من عمليات تبادل الأراضي، وأهمها تنازل فرنسا عن لويزيانا الفرنسية لإسبانيا، وبقية فرنسا الجديدة لبريطانيا العظمى. أعادت بريطانيا إلى فرنسا جزيرتي سان بيير وميكلون، اللتين تم التنازل عنهما لبريطانيا عام 1714 بموجب معاهدة أوترخت، لدعم حقوق الصيد الفرنسية. واختارت فرنسا الاحتفاظ بهذه المصادر المربحة من السكر بدلًا من استعادة فرنسا الجديدة أو مستعمرات جزر الكاريبي في غوادلوب ومارتينيك، التي عُدت أراض غير منتجة ومكلفة للغاية. أعادت فرنسا أيضًا مينوركا إلى البريطانيين، في حين فقدت إسبانيا السيطرة على فلوريدا الإسبانية لصالح بريطانيا العظمى، ولكنها تلقت من الفرنسيين إيل دورليان وجميع الحاميات الفرنسية السابقة غرب نهر المسيسيبي. وناسبت هذه التبادلات البريطانيين أيضًا، إذ أن جزرهم الكاريبية قدمت بالفعل كميات وفيرة من السكر، ومع الاستحواذ على فرنسا الجديدة وفلوريدا، كانوا قد سيطروا على كل أمريكا الشمالية شرق المسيسيبي.
احتفظ البريطانيون بالدوائر الشمالية في الهند، لكنهم أعادوا جميع الموانئ التجارية الفرنسية. ومع ذلك، تطلبت المعاهدة تدمير تحصينات هذه المستوطنات وعدم إعادة بنائها أبدًا، مع عدم إمكانية الاحتفاظ إلا بالحد الأدنى من الحاميات هناك، ما جعلها قواعدًا عسكريةً غير مجدية على الإطلاق. أدت خسارة حليف فرنسا في البنغال واستسلام حيدر أباد للبريطانيين، إلى إنهاء القوة الفرنسية في الهند وإفساح المجال للهيمنة البريطانية وسيطرتها في نهاية المطاف على شبه القارة الهندية. لم يعد للبحرية الفرنسية أي قوة تُذكر بعد الحرب، ولم تتمكن من تحدي السيطرة البريطانية على البحر مجددًا حتى إطلاق برنامج إعادة بناء الطموح بالاشتراك مع إسبانيا.
كانت تسوية بيوت مع فرنسا معتدلةً مقارنةً بما كان يأمله بيت من سلام دائم مع فرنسا، وخوفه من اتحاد أوروبا بأكملها ضد بريطانيا العظمى في حال حصولها على كل الأراضي والمناطق التي تريدها. ومع ذلك، لم يكن لدى شوازول أي نية لتحقيق سلام دائم، وعندما خاضت فرنسا الحرب مع بريطانيا العظمى أثناء الثورة الأمريكية، لم يحصل البريطانيون على أي دعم أوروبي. تسببت هزيمة فرنسا في بدء الفرنسيين لإصلاحات عسكرية كبيرة، مع إيلاء اهتمام خاص لقوات المدفعية؛ ويمكن إرجاع أصول المدفعية الفرنسية الشهيرة التي لعبت دورًا بارزًا في حروب الثورة الفرنسية وما بعدها إلى الإصلاحات العسكرية التي بدأت عام 1763.
تم التوقيع على معاهدة هيبرتسبورغ بين النمسا وبروسيا وساكسونيا في 15 فبراير 1763، في نزل للصيد بين دريسدن ولايبزيغ. بدأت المفاوضات في ذاك النزل في 31 ديسمبر 1762. أصر فريدريك، الذي كان يفكر في التنازل عن شرق بروسيا لروسيا بعد حصوله على مساعدة بيتر الثالث في تأمين ساكسونيا، أخيرًا على استبعاد روسيا (التي لم تكن في الواقع دولةً محاربةً) من المفاوضات. ورفض في الوقت نفسه إخلاء ساكسونيا حتى تخلى ناخبها عن المطالبة بأي تعويض. أراد النمساويون الاحتفاظ بغلاتز على الأقل، بعد استعادتهم لها، لكن فريدريك لم يسمح بذلك. أعادت المعاهدة ببساطة الوضع الراهن لعام 1748، مع عودة سيليزيا وغلاتز إلى فريدريك وساكسونيا إلى ناخبيها. كان التنازل الوحيد الذي قدمته بروسيا للنمسا هو الموافقة على انتخاب الأرشيدوق جوزيف إمبراطورًا رومانيًا مقدسًا. خرجت ساكسونيا من الحرب ضعيفةً ومفلسةً، وعلى الرغم من عدم فقدانها لأي من أراضيها، كانت ساكسونيا أساسًا ساحة المعركة بين بروسيا والنمسا طوال فترة الصراع، ما أدى إلى تضرر العديد من بلداتها ومدنها (بما في ذلك عاصمة دريسدن) من القصف والنهب.
لم تكن النمسا قادرةً على استعادة سيليزيا أو تحقيق أي مكاسب إقليمية كبيرة. ومع ذلك، فقد منعت بروسيا من غزو أجزاء من ساكسونيا؛ ولعل إثباتها لفعالية أدائها العسكري وتفوقه على ما كان عليه خلال حرب الخلافة النمساوية أفضل النتائج بالنسبة لها، إذ برر إصلاحات ماريا تيريزا الإدارية والعسكرية آنذاك. وهذا ما أدى لاحقًا إلى استعادة مكانة النمسا إلى حد كبير وضمان الإمبراطورية لمكانتها كلاعب رئيسي في النظام الأوروبي. ومن خلال وعده بالتصويت لجوزيف الثاني في الانتخابات الإمبراطورية، قبل فريدريك الثاني قيادة هابسبورغ للإمبراطورية الرومانية المقدسة. ومع ذلك، كان يمكن لبقاء بروسيا قوةً من الدرجة الأولى والمكانة المعززة لملكها وجيشها، المحتمل أن يضر على المدى الطويل بنفوذ النمسا في ألمانيا.
ووجدت النمسا بعد ذلك نفسها بعيدةً عن التطورات الجديدة داخل الإمبراطورية. ومع بروز بروسيا في ذلك الوقت، كان بإمكان أغسطس الثالث، على الرغم من عدم فعالية قراراته، حشد جيش ليس فقط من ساكسونيا وإنما من بولندا أيضًا، باعتباره ملكًا لبولندا وناخبًا لساكسونيا. كانت قوة بافاريا المتزايدة واستقلالها واضحًا أيضًا مع تأكيدها على سيطرتها على زمام الأمور من خلال انتشار جيشها، وانسحابها من الحرب بإرادتها دون تبعات. والأهم من ذلك كله، تجميعها لقوة كبيرة مع توحيد هانوفر تحت قيادة جورج الثالث ملك بريطانيا العظمى، لتجر بريطانيا معها إلى صراعات مستقبلية. كانت ديناميكية القوة المهيمنة هذه مهمةً للمستقبل والصراعات الأخيرة للرايخ. وأثبتت الحرب أيضًا أن إصلاحات ماريا تيريزا كانت ما تزال غير كافية للتنافس مع بروسيا؛ على عكس عدوتها النمسا، التي كانت مفلسةً تقريبًا في نهاية الحرب. 